# Седлисько (Лодзинське воєводство)
Седлисько (пол. Siedlisko) — село в Польщі, у гміні Зґеж Зґерського повіту Лодзинського воєводства.